# Xamã (classe de personagem)
Em jogos de RPG, o Xamã é uma classe de personagens típica de cenários de fantasia medieval, dentre os quais se destacam os jogos Dungeons & Dragons, mais conhecido como D&D e Pathfinder Roleplaying Game. Uma classe dá habilidades (ou perícias) exclusivas para o personagem de cada classe.
Em RPGs, Xamã é uma classe de personagem que geralmente é retratada como usando habilidades mágicas baseadas em espírito que envolvem a cura e o aprimoramento das habilidades de combate de outros jogadores, e danificando e diminuindo as habilidades de combate dos inimigos. Um Xamã geralmente usa uma armadura de malha intermediária ou de malha, e empunha lanças e porretes.

## Visão geral

### Natureza e Espiritualidade
Os Xamãs são guias espirituais, se comunicam e controlam os espíritos da natureza e as forças elementais.

### Aparência e descrição
Velhos sábios indígenas como um líder Sioux ou um pajé Tupiniquim são exemplos.

## Características de Classe
A seguir temos uma noção geral das características e habilidades comuns da classe mago na maioria dos jogos de RPG.

### Mestre Espiritual
O Xamã se vale basicamente de seu uso de poderio espiritual em combate.
Xamãs são muitas vezes comparados aos magos por seus usos de magia, e até ditos que são o mesmo que feiticeiros. Porém, não são o mesmo no sistema D&D. Neste sistema, eles têm algumas desvantagens e vantagens sobre os feiticeiros, como:
- Necessitam de preparação prévia da magia, antes do uso
- Seus feitiços são dependentes da natureza.